# Михайло Вігула
Михайло Михайлович Вігула (24 січня 1981, Хуст, Закарпатська обл.) — гітарист, композитор, педагог, музично-громадський діяч.

## Життєпис
Батько — Михайло Олександрович Вігула — Заслужений артист України (1999), диригент, композитор, викладач по класу домри, цимбал Ужгородського музичного фахового коледжу ім. Д. Є. Задора, мати — Валентина Іванівна Вігула — Заслужений працівник культури України (2019), викладач диригентських дисциплін Ужгородського інституту культури і мистецтв, керівник народного фольклорного ансамблю «Маки».
Грі на класичній гітарі Михайло Вігула починає навчатись з 7-річного віку в Ужгородській дитячій школі мистецтв ім. Ш.Петефі. 1994 р. — виборов першу премію на обласному конкурсі індивідуальних виконавців на народних інструментах. 1996—2000 рр. — продовжив навчання в Ужгородському державному музичному училищі ім. Д. Є. Задора спочатку у кл. викладача Віктора Романа, пізніше у класі Ференца Смерічки. 2000 р. — отримав II премію на Всеукраїнському конкурсі «Таланти рідного краю» у м. Рівне. 2000—2005 рр. — навчався і здобув вищу освіту у Львівській Державній музичній академії ім. М. В. Лисенка, як гітарист (у класі Вікторії Сидоренко), оркестровий диригент (у класі Леоніда Дражниці), а також факультативно займався композицією (у класі Богдани Фроляк).
2003 р. — перший досвід участі у міжнародному конкурсі — м. Руст (Іспанія).
2005 р. — переїжджає до Угорщини. Отримує посаду педагога у мистецькій школі «Фазекаш» та посаду гітариста у Національному Театрі м. Мішкольц. Стає активним учасником культурного осередку Державного самоврядування українців в Угорщині.
Після переїзду до Угорщини продовжує активну гітарну діяльність, успішно бере участь у ряді міжнародних фестивалів: у м. Клуж-Напока (Румунія, 2007), м. Енсхеде (Голандія, 2010), двічі грав концерти на фестивалі «Осінні фарби» у м. Рівне (Україна, 2012, 2013). Особливим був концерт на фестивалі нової сучасної музики VOX ELEKTRONICA у Львові, де Михайло виконував програму композиторів епохи модерну: Giacinto Scelsi, Остапа Мануляка, Terukaku Yamashita.
Продовжує популяризувати українську гітарну музику закордоном. Щороку виконує прем'єри своїх власних композицій, а також прем'єри творів відомих українських композиторів: Остапа Мануляка, Богдана Лісовича, Андрія Андрушка, Юрія Стасюка.
З 2006 р. є постійним учасником щорічного міжнародного гітарного фестивалю в м. Балатонфюред (Угорщина), в рамках якого двічі брав участь у встановленні світового Рекорду Гіннесса в категорії «Найдовший гітарний концерт» (186 годин, 216 годин). Брав активну участь у чисельних майстер-класах відомих гітаристів сучасності: Р. Дйенс, Д. Азабагіч, М. Дилла, М. Тамайо, Фр. Бунгатен, Казухіто Ямашита.
У 2008 році став переможцем Міжнародного конкурсу ім. І.Кальмана в м. Шіофок (Угорщина). 2010 та 2012 роках отримував відзнаку від мерії міста Мішкольц (Угорщина), як найкращий музичний виконавець краю. 2012 р. — отримує орден св. Георгія від Світового Конґресу Українців та пам'ятний знак до 200-річчя з дня народження Т. Г. Шевченка, за внесок у популяризацію української музики за кордоном. 2013 році виборов II Премію на Міжнародному конкурсі композиторів «Nobil Art» у Будапешті за написання Сюїти «Allati» тв. 94. 2015 р. — нагороджений премією «PRO CULTURA MINORITATUM HUNGARIE» (за вагомий внесок у розвиток та популяризацію національної культури меншин в Угорщині, а також за благодійну і педагогічну діяльність).
З 2017 року є засновником і організатором щорічного Міжнародного конкурсу-фестивалю «Жайворонок» (PACSIRTA)[джерело не вказане 1465 днів].
З 2018 року є постійним членом журі на міжнародних конкурсах: Магія струни, Таланти світу[джерело не вказане 1465 днів].
У 2022 році Михайло Вігула нагороджений Премією Григорія Сковороди, за вагомий внесок у розвиток культури, літератури і мистецтва, та за особливі досягнення в науці, освітній, громадській, журналістській та благодійницькій діяльності.

## Творчість
- 3 опери: «Оля» (2015—2016), «Давня легенда» (2017), «Клеймо Каїна» (2019),
- Кантата «Наша чарівна Батьківщина» (2018),
- Ода «Храм націй — це наш світ» (2018),
- Твори для оркестру українських народних інструментів
- 35 камерно-інструментальних творів для різних складів інструментів,
- хорові твори на слова сучасних угорських поетів,
- 150 творів для гітари соло та гітарних ансамблів,
- пісні та музика до театру.